# Mikojan-Gurewitsch MiG-9

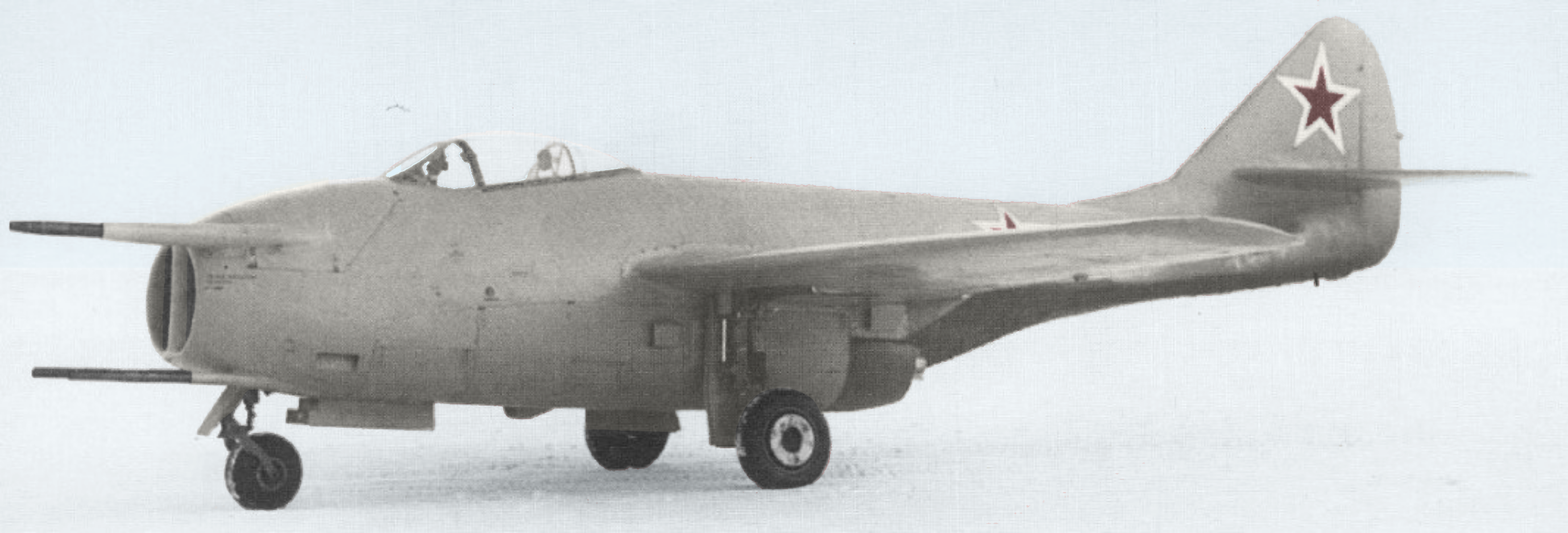
MiG-9

Die Mikojan-Gurewitsch MiG-9 (russisch Микоян-Гуревич МиГ-9, NATO-Codename: Fargo) war ein Jagdflugzeug des sowjetischen Konstruktionsbüros Mikojan-Gurewitsch. Sie gehörte neben der nur wenige Stunden später zum Erstflug gestarteten Jak-15 zu den ersten beiden selbstentwickelten Strahlflugzeugen der sowjetischen Luftstreitkräfte.
Ein weiteres als MiG-9 bezeichnetes Modell war der Prototyp eines Kolbenmotor-Jagdflugzeugs aus dem Jahr 1941. Siehe dazu den Abschnitt MiG-9 (1941).

## Entwicklung
Die Entwicklung der MiG-9 begann aufgrund einer entsprechenden Forderung des Verteidigungsministeriums vom Februar 1945 unter der Bezeichnung I-300. Parallel dazu begannen bei den Konstruktionsbüros Jakowlew, Lawotschkin und Suchoi ebenfalls die Arbeiten. Der Erstflug des Prototyps sollte bereits im März 1946 erfolgen.
Die Tragflächen wurden wie schon bei der I-250 sehr dünn gehalten, boten aber für die Räder des Hauptfahrwerks noch genügend Platz. In den ersten Plänen sollten die beiden Triebwerke der MiG-9 nach dem klassischen Schema für zweimotorige Flugzeuge an den Tragflächen angebracht werden, analog zur deutschen Me 262. Die Entscheidung, die Triebwerke im Rumpf zu installieren, ergab sich insbesondere durch den zu erwartenden aerodynamischen Vorteil aufgrund des geringeren Stirnwiderstands. Die Luftzufuhr erfolgte durch zwei getrennte Einläufe im Rumpfbug; dieses Konstruktionsmerkmal fand sich auch bei den folgenden Serienjagdflugzeugen von Mikojan und Gurewitsch bis hin zur MiG-19. Als Bewaffnung wurden, um auch schwere Bomber bekämpfen zu können, drei Kanonen (zwei mit 23 mm sowie eine mit 37 mm oder 57 mm) im Bug vorgesehen.

## Erprobung
Ende 1945 war der erste von drei Prototypen fertig und wurde für statische Tests zum ZAGI gebracht. Diese ergaben, dass der Hinterrumpf verstärkt werden musste, wodurch sich (zum Ärger der Staatsführung) der Erststart verzögerte. Im März 1946 wurde ein umgebauter Prototyp zum Flugerprobungszentrum in Ramenskoje gebracht, wo erste Standläufe des Triebwerks erfolgten. Dabei wurde festgestellt, dass die Hitze des Abgasstrahles die Rumpfstruktur angriff, was die Anbringung eines Hitzeschutzschildes notwendig machte. Am 24. April 1946 hob der erste Prototyp der MiG-9, die F-1, als erster Jet-Prototyp der Sowjetunion neben der Jak-15 (die am selben Tag ihren Erstflug nur wenige Stunden später bestritt) vom Boden ab. Angetrieben wurde die F-1 von zwei BMW-003-Triebwerken. Der Erstflug erfolgte durch Alexei Grintschik. Während der folgenden Erprobungsphase wurden gravierende Veränderungen an der Maschine vorgenommen, da sie einerseits bei hohen Geschwindigkeiten zu Vibrationen durch den Hitzeschutzschild neigte und außerdem nicht die gewünschte Leistung brachte. Den Ingenieuren wurde klar, dass sie, um hohe Geschwindigkeiten in der Nähe der Schallmauer zu erreichen, Tragflächen in Pfeilform brauchten. Die gepfeilten Tragflächen wurden zu einem charakteristischen Merkmal der später in Serie produzierten MiG-15. Die Erfahrungen mit der F-1 zeigten auch, dass die Leistung der beiden BMW-Triebwerke zu gering war. Aber genau wie schon zuvor den deutschen Konstrukteuren gelang es den sowjetischen Konstrukteuren nicht, die Leistung der Triebwerke zu steigern.
Am 11. Juli 1946 stürzte die F-1 vor hochrangigen Funktionären, unter ihnen der Oberbefehlshaber der Luftstreitkräfte Konstantin Werschinin, bei einem Vergleichsfliegen mit der Jak-15 und einer erbeuteten Heinkel He 162 ab. Grintschik kam dabei ums Leben. Noch während der Vorführung der sehr manövrierfähigen Jak-15 hatte er zuvor einem der Ingenieure des OKBs MiG eine ebenso beeindruckende Vorführung angekündigt. Dieser warnte Grintschik vor den dabei zu erwartenden bisher nicht erprobten Belastungen. Während der Vorführung Grintschiks zeigten sich an den Flügelenden der MiG-9 mehrfach Kondensstreifen. Grintschik setzte also die mit insgesamt nur 6 h und 23 min Flugzeit noch weitgehend unerprobte Maschine enormen Belastungen aus. Beim abschließenden horizontalen Vorbeiflug an den Zuschauern, den Grintschik nach dem energischen Ausleiten einer Kurve in einer Höhe von 100 bis 150 m bei hoher Geschwindigkeit absolvierte, rollte die Maschine über den rechten Flügel in die Rückenlage und schlug am Rande des Flugfeldes Schukowski auf. Als Ursache wurden strukturelle Beschädigungen durch die Überlastungen im letzten Flug ermittelt. Beim finalen Horizontalflug brach mindestens ein Befestigungsbolzen in der linken Tragfläche, unter den aerodynamischen Kräften wurde die Tragfläche an der Wurzel stark durchgebogen, das Querruder blockierte, eine an der Vorderkante in der Flächenwurzel befindliche Wartungsklappe demontierte durch die Verformung des Flügels und beschädigte Quer- und Höhenruder. Dadurch verlor die Maschine ihre Steuerbarkeit und stürzte ab. Die beiden folgenden Prototypen stattete man daraufhin mit verstärkten Klappen und Rudern aus. Die Fertigstellung dieser beiden Exemplare lief unter enormem Zeitdruck ab. So wurden bereits im August 1946 die Flugtests mit den Piloten Mark Gallai auf der F-3 (Erstflug 9. August) und G. M. Schijanow, der beim Vergleichsfliegen die He 162 pilotiert hatte, auf der F-2 (Erstflug 11. August) wieder aufgenommen. Der kurze Erstflug der F-3 offenbarte dann einige Fertigungsmängel. So waren bei der Montage die Steuerseile der Höhenrudertrimmung vertauscht worden, was Gallai die Steuerung anfangs erheblich erschwerte. Dem von Gallai bei der Landung daraufhin gewählten energischen Aufsetzen hielt das Bugfahrwerk nicht stand und brach durch einen Materialfehler. Auf dem Stumpf des Fahrwerks kam die MiG-9 dann doch noch ohne weitere größere Schäden zum Stehen. Nach einer gründlichen Analyse beider Maschinen startete die F-2 nur zwei Tage später zu ihrem Erstflug. Bei der Erprobung der mit Nachbrenner ausgestatteten Variante MiG-9FF verunglückte am 3. August 1947 mit Wiktor Massitsch ein weiterer Testpilot tödlich.

## Serienproduktion, Einsatz und geplante Weiterentwicklungen
Die Vorbereitung der Serienproduktion lief unter nicht nachlassendem Druck Stalins in einem enormen Tempo ab. So begann die Serienproduktion in Kuibyschew noch im Spätsommer 1946 und bereits am 13. Oktober 1946 wurde die erste Maschine fertiggestellt. Nach 602 gebauten Maschinen inklusive Prototypen lief die Serienproduktion 1948 aus. Ab Dezember 1946 begann die Truppenerprobung, wobei weitere dem Zeitdruck geschuldete Mängel zum Vorschein kamen. So fielen beim gleichzeitigen Abfeuern aller Kanonen in einer Höhe von 7000 Metern beide Triebwerke aus. Daneben wurde das Fehlen von Luftbremsen und eines Schleudersitzes bemängelt.
In mehreren Folgeprojekten versuchte man die Flugleistungen durch den Einbau stärkerer Triebwerke zu verbessern, letztlich erwies sich aber die bereits ab Ende 1947 in der Erprobung befindliche MiG-15 als deutlich überlegen, so dass diese Projekte eingestellt wurden. Die MiG-9 stand daher nur von 1947 bis 1950 im Dienst, bis sie durch ihre erfolgreiche Nachfolgerin MiG-15 abgelöst wurde. Während die leichte Jak-15 als reines Jagdflugzeug fungierte, übernahm die schwerere MiG-9 die Aufgabe des Jagdbombers. Der Großteil der 598 produzierten Serienflugzeuge, 372 Stück, wurde bereits Anfang der 1950er Jahre an die chinesischen Luftstreitkräfte abgegeben.

## Technik
Die MiG-9 war ein freitragender Mitteldecker in Ganzmetallbauweise mit Dreibeinfahrwerk. Die Tragflächen wiesen Trapezform auf und besaßen an den Enden Vorrichtungen zum Anbringen von Kraftstoffzusatzbehältern. Das Leitwerk in Normalbauweise war auf einen auslaufenden Träger aufgesetzt, unter dem sich die Austrittsöffnung der beiden Triebwerke RD-20, einem Nachbau des in Deutschland erbeuteten BMW-003A, befanden. Die Betriebszeit zwischen den Überholungen konnte gegenüber dem BMW 003 von 10 auf nunmehr 50 Stunden verlängert werden.

## Versionen
- I-300 / F-1, F-2, F-3

Zweiseitenansicht der MiG-9

Die ersten drei gebauten Prototypen, ausgerüstet mit BMW-003A-, RD-20- bzw. RD-20F-Triebwerken.
- MiG-9 / FS / I-301

Erste Serienversion, ausgerüstet mit RD-20.
- MiG-9F

Serienversion mit RD-20F.
- I-301T / FT-1, FT-2

Bezeichnung für die beiden Prototypen der zweisitzigen Schulausführung, 1946 erprobt. Mit der FT-2 erfolgten erstmals in der Sowjetunion Versuche mit einem Katapultsitz.
- MiG-9UTI / UTIMiG-9

Bezeichnung für die Serienversion der zweisitzigen Schulausführung. Erstflug 4. April 1947. Eine Spezialausführung zur Erprobung von Katapultsitzen hieß MiG-9UTI-LL.
- I-302 / FP

umgebaute Serienmaschine mit 37-mm-Kanone auf der linken Seite.
- MiG-9N / FF / I-307

zwei Prototypen mit RD-21-Triebwerken, Katapultsitz und hermetisierter Kabine. Erstflug im Mai 1947.
- MiG-9M / FR / I-308

verbesserte Serienversion mit RD-21-Antrieben, Kanonen im Rumpf verbaut (NS-23 links, N-37 rechts), Schleudersitz und Druckkabine. Mit dieser Variante erreichte erstmals ein herkömmliches Serienmodell die 0,8-Mach-Grenze. Erstflug im Juli 1947. Da die Truppenerprobung keine signifikanten Verbesserungen ergab und die MiG-15 bereits in Planung war, wurde das Projekt eingestellt.
- I-305 / FL / TR-1

Versuchsausführung vom Herbst 1946 mit einem Ljulka-TR-1-Triebwerk; nicht im Flug erprobt.
- I-320 / FN

Version mit Rolls-Royce-Nene-Triebwerk. Bau 1948 abgebrochen.
- MiG-9L / FK

Erprobungsversion für den KS-1-Flugkörper mit zwei Cockpits und zwei Radaren an der Rumpfnase und an der Leitwerksspitze. Erprobung von 1949 bis 1953.

## Militärische Nutzer
- Volksrepublik China Luftstreitkräfte der Volksrepublik China
- Sowjetunion Luftstreitkräfte der Sowjetunion

## Technische Daten
| Kenngröße             | Daten                                                                                                |
| --------------------- | --- |
| Besatzung             | 1 |
| Spannweite            | 10,00 m                                                                                              |
| Länge                 | 9,83 m (9,75 m)                                                                                      |
| Höhe                  | 3,23 m (3,25 m)                                                                                      |
| Flügelfläche          | 18,20 m²                                                                                             |
| Flügelstreckung       | 5,5                                                                                                  |
| Rüstmasse             | 3.420 kg (3.570 kg)                                                                                  |
| Startmasse            | max. 5.054 kg (5.070 kg)                                                                             |
| Antrieb               | zwei RD-20 mit je 8,82 kN (RD-21 mit je 9,81 kN)                                                     |
| Höchstgeschwindigkeit | 911 km/h (965 km/h)                                                                                  |
| Startstrecke          | 920 m                                                                                                |
| Landestrecke          | 735 m                                                                                                |
| Steigzeit auf 5.000 m | 4,3 (2,7 min)                                                                                        |
| Gipfelhöhe            | 13.500 m (13.000 m)                                                                                  |
| Reichweite            | 800 km (900 km)                                                                                      |
| Bewaffnung            | eine 37-mm-Kanone Nudelman N-37 (40 Schuss) zwei 23-mm-Kanonen Nudelman-Suranow NS-23 (je 80 Schuss) |

## MiG-9 (1941)
Ein ebenfalls als MiG-9 bezeichnetes Flugzeug war das Projekt I-210. Bei dieser Ausführung wurden im August/September 1941 fünf MiG-3 aus der laufenden Produktion versuchsweise mit M-82A-Sternmotoren ausgerüstet. Sie wurden auch als MiG-3M-82 oder ICh bezeichnet. Der Bau fand unter schweren Bedingungen bei Kuibyschew statt. Am 2. Januar 1942 flog eine I-210 erstmals. Die Flugerprobung ergab schwache Flugleistungen und starke Vibrationen. Aufgrund dieser und weiterer Fehler wurde die Erprobung abgebrochen. 1942/1943 folgte unter der Bezeichnung I-211 eine Weiterentwicklung.